# Plejona
Za nimfu, pogledajte „Plejona (mitologija)”.
Plejona (28 Tauri, BU Tauri) dvojna je zvijezda u otvorenom zvjezdanom skupu Messier 45 (Plejade). Nalazi se otprilike 390 svjetlosnih godina od Sunca te pripada zviježđu Bika. Na nebu se nalazi blizu sjajnije zvijezde Atlasa te je stoga teže vidjeti Plejonu, iako je dosta sjajna zvijezda. Sjajnija zvijezda Plejoninog zvjezdanog sustava je vruća zvijezda 190 puta sjajnija od Sunca.
Ova je zvijezda nazvana po nimfi Plejoni iz grčke mitologije, koja je bila Okeanida, kći Titana Okeana i Tetije. Nimfe su ženski duhovi prirode u grčkoj mitologiji. Suprug nimfe Plejone je bio div Atlas, koji je na svojim plećima držao nebo (Uran). Moguće je da je Plejonino ime izvedeno iz grčke riječi Πλειόνη (plêionê) = „obilje”.